# Ponte de Lima
Vorlage:Infobox Município/Wartung/Verwaltungname ist leer
Vorlage:Infobox Município/Wartung/Verwaltungstraße ist leer
Vorlage:Infobox Município/Wartung/Verwaltungadresse ist leer
Vorlage:Infobox Município/Wartung/Verwaltungort ist leer
Vorlage:Infobox Município/Wartung/Webseite ist leer
Ponte de Lima ist eine Kleinstadt (Vila) und ein Kreis (Concelho) der nordportugiesischen Unterregion Minho-Lima im Distrikt Viana do Castelo. In ihm leben 44.343 Einwohner (Stand: 2001) auf 320,8 km².

## Geschichte
Funde belegen die Besiedlung des heutigen Kreisgebietes seit der Altsteinzeit. Aus der Jungsteinzeit fand man Reste von Grabstätten (Antas und Dolmen). Aus der Bronzezeit sind Werkzeuge gefunden worden. Bedeutende Ausgrabungen konnten jedoch nicht gemacht werden, und erst die archäologische Ausgrabung der Wallburg Castro de S. Estêvão in der Gemeinde Facha seit 1979 brachten genauere Erkenntnisse. Weitere Ausgrabungen bestätigten eine ausgedehnte Besiedlung seit der Eisenzeit, jedoch sind die archäologischen Arbeiten noch nicht weit genug fortgeschritten, um ein genaueres Bild der damaligen Situation im heutigen Kreisgebiet zu erhalten.
Ab dem 2. Jahrhundert v. Chr. wurde das Gebiet römisch. Eine Römerstraße führte über eine hiesige Brücke über den Fluss Lima, in der Folge nahm die strategische Bedeutung zu. Ab dem 5. Jahrhundert n. Chr. wurde der Ort Teil des Westgotenreichs und war dann Teil der Gemeinde Agilde im Verwaltungsbezirk („Pagus“) Annove im Suebenreich. Im Verlauf der folgenden arabischen Eroberung ab dem frühen 8. Jahrhundert nahm die hiesige Bevölkerung deutlich ab. Im Zuge der einsetzenden Reconquista wurde die Gegend südlich des Minho unter Alfons III. von Asturien (866–910) neu besiedelt. Königin D.Teresa richtete in der Grafschaft Portugal eine Reihe neuer Kreise ein, darunter das heutige Ponte de Lima. Sie gab dem Ort unter seinem damaligen Namen „Terra de Ponte“ Stadtrechte im Jahr 1125. Seine ersten Stadtrechte (Foral) im unabhängigen Königreich Portugal erhielt der Ort 1212 durch König D.Afonso IV.
Ponte de Lima blieb auch nach Konsolidierung des seit 1139 unabhängigen Portugals, durch die Grenznähe und seine Brücke, von strategischer Bedeutung, und seine Stadtrechte wurden mehrmals erneuert, so 1326, 1332 und 1449. Im 14. Jahrhundert ließ König Dom Pedro I. den Ort mit Stadtmauern und neun Stadttoren befestigen. Die ursprünglich von den Römern gebaute Brücke wurde erneuert und galt als einzige sichere Querung des Lima.
König Manuel I. ließ umfangreiche Erneuerungsarbeiten in der Vila (Kleinstadt) durchführen und erneuerte 1515 die Stadtrechte. Im Verlauf des Bevölkerungswachstums und der zunehmenden Ausbreitung des Ortes ab dem 18. Jahrhundert wurde ein Großteil der Stadtmauer abgetragen.
Mit den Verwaltungsreformen nach dem Miguelistenkrieg wurden Mitte des 19. Jahrhunderts eine Reihe kleinerer Kreise aufgelöst und dem Kreis Ponte de Lima angegliedert.

## Kultur und Sehenswürdigkeiten
Das Museu dos Terceiros ist im ehemaligen Kloster Santo António dos Frades und angrenzenden Gebäuden untergebracht. Der u. a. über zwei Kirchen, einen Garten und einen Kreuzgang angelegte Museumskomplex, der seinen Schwerpunkt auf Skulpturen besonders des 18. Jahrhunderts legt, zeigt auch sakrale Kunst seit dem Mittelalter. 2007 wurde es nach umfassender Renovierung und Neukonzeption neueröffnet. Das Museu Rural Ponte de Lima beschäftigt sich mit den ländlichen Traditionen des Kreises, insbesondere dem Maisanbau und dessen charakteristischen traditionellen Kornspeichern, der Leinenherstellung, und dem Weinbau, insbesondere dem Vinho Verde. Das 2012 eröffnete Museu do Brinquedo Português ist ein Museum, das sich der Geschichte des Spielzeugs in Portugal seit dem 19. Jahrhundert widmet.
Seit 2003 wird alljährlich das Festival de Ópera e Música Clássica de Ponte de Lima veranstaltet, einem Festival klassischer Musik und der Oper, mit Aufführungen insbesondere im 1896 eröffneten Teatro Diogo Bernardes. Ebenfalls alljährlich findet hier von Mai bis Oktober das Festival Internacional de Jardins de Ponte de Lima statt, eine seit 2005 ausgerichtete internationale Gartenschau mit wechselnden thematischen Ausrichtungen.
Zu den zahlreichen Baudenkmälern des Kreises zählen u. a. historische öffentliche Gebäude und Wohnhäuser, römische Brücken, vorgeschichtliche Ausgrabungen, und eine Vielzahl Herrenhäuser und Sakralbauten. Auch der historische Ortskern als Ganzes steht in Ponte de Lima unter Denkmalschutz.

## Sport
Der Sportverein AD Limianos ist besonders für seine Profifußballmannschaft bekannt, die in der Dritten Liga spielt (Stand Saison 2018/2019). Auch seine Rollhockeymannschaft ist zu nennen.

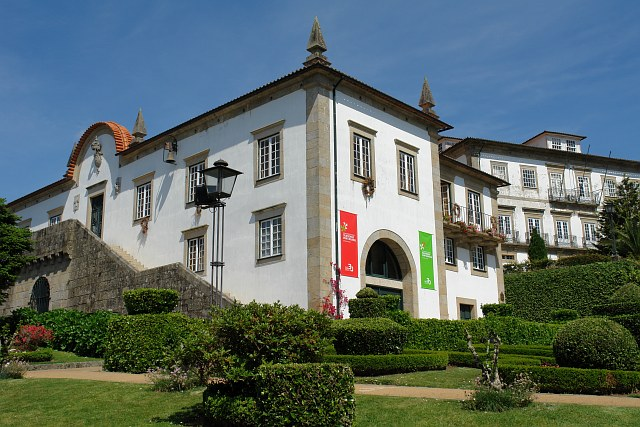
Das Rathaus (Câmara Municipal) von Ponte de Lima

## Verwaltung

### Kreis
Der Sitz des Kreises befindet sich im gleichnamigen Ort Ponte de Lima. Die Nachbarkreise sind (im Uhrzeigersinn im Norden beginnend): Paredes de Coura, Arcos de Valdevez, Ponte da Barca, Vila Verde, Barcelos, Viana do Castelo, Caminha sowie Vila Nova de Cerveira.
Mit der Gebietsreform im September 2013 wurden mehrere Gemeinden zu neuen Gemeinden zusammengefasst, sodass sich die Zahl der Gemeinden von zuvor 51 auf 39 verringerte.
Die folgenden Gemeinden (Freguesias) liegen im Kreis Ponte de Lima:

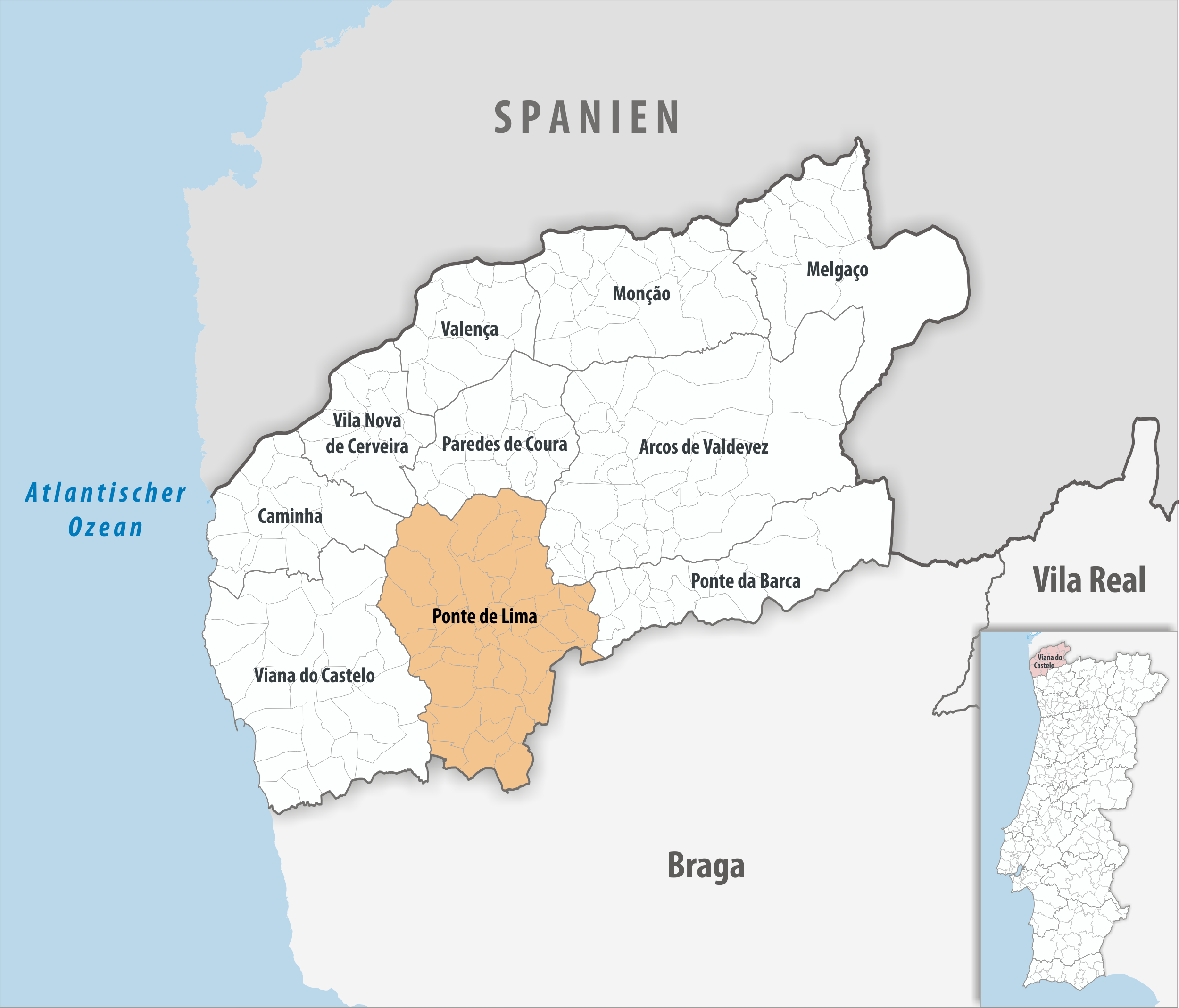
Kreis Ponte de Lima

| Gemeinde                                  | Einwohner (2021) | Fläche km² | Dichte Einw./km² | LAU- Code |
| ----------------------------------------- | ---------------- | ---------- | ---------------- | --------- |
| Anais                                     | 1.027            | 8,06       | 127              | 160701    |
| Arca e Ponte de Lima                      | 3.925            | 4,01       | 980              | 160752    |
| Arcos                                     | 602              | 15,05      | 40               | 160703    |
| Arcozelo                                  | 3.562            | 12,08      | 295              | 160704    |
| Ardegão, Freixo e Mato                    | 1.551            | 10,72      | 145              | 160753    |
| Associação de Freguesias do Vale do Neiva | 903              | 10,27      | 88               | 160754    |
| Bárrio e Cepões                           | 786              | 9,71       | 81               | 160755    |
| Beiral do Lima                            | 500              | 7,32       | 68               | 160707    |
| Bertiandos                                | 360              | 2,27       | 159              | 160708    |
| Boalhosa                                  | 117              | 2,19       | 53               | 160709    |
| Brandara                                  | 420              | 2,58       | 163              | 160710    |
| Cabaços e Fojo Lobal                      | 818              | 9,27       | 88               | 160756    |
| Cabração e Moreira do Lima                | 899              | 27,34      | 33               | 160757    |
| Calheiros                                 | 930              | 8,50       | 109              | 160713    |
| Calvelo                                   | 617              | 5,26       | 117              | 160714    |
| Correlhã                                  | 2.787            | 8,66       | 322              | 160716    |
| Estorãos                                  | 408              | 16,21      | 25               | 160717    |
| Facha                                     | 1.390            | 15,31      | 91               | 160718    |
| Feitosa                                   | 1.865            | 2,69       | 692              | 160719    |
| Fontão                                    | 1.090            | 4,83       | 226              | 160721    |
| Fornelos e Queijada                       | 1.869            | 13,01      | 144              | 160758    |
| Friastelas                                | 430              | 3,92       | 110              | 160724    |
| Gandra                                    | 1.065            | 3,49       | 306              | 160726    |
| Gemieira                                  | 602              | 4,25       | 142              | 160727    |
| Gondufe                                   | 421              | 5,57       | 76               | 160728    |
| Labruja                                   | 383              | 14,56      | 26               | 160729    |
| Labrujó, Rendufe e Vilar do Monte         | 315              | 11,26      | 28               | 160759    |
| Navió e Vitorino dos Piães                | 1.544            | 13,60      | 114              | 160760    |
| Poiares                                   | 737              | 7,44       | 99               | 160734    |
| Rebordões (Santa Maria)                   | 969              | 7,07       | 137              | 160744    |
| Rebordões (Souto)                         | 1.011            | 7,41       | 136              | 160747    |
| Refóios do Lima                           | 1.978            | 16,45      | 120              | 160737    |
| Ribeira                                   | 1.846            | 8,77       | 210              | 160739    |
| Sá                                        | 343              | 2,80       | 123              | 160740    |
| Santa Comba                               | 591              | 1,50       | 394              | 160742    |
| Santa Cruz do Lima                        | 401              | 2,23       | 180              | 160743    |
| Seara                                     | 694              | 3,63       | 191              | 160745    |
| Serdedelo                                 | 429              | 6,51       | 66               | 160746    |
| Vitorino das Donas                        | 979              | 4,47       | 219              | 160750    |
| Kreis Ponte de Lima                       | 41.164           | 320,27     | 129              | 1607      |

### Bevölkerungsentwicklung
| 1801   | 1849   | 1900   | 1930   | 1960   | 1981   | 1991   | 2001   | 2011   |
| 13.202 | 29.869 | 33.314 | 36.256 | 42.979 | 43.797 | 43.421 | 44.343 | 43.498 |

### Kommunaler Feiertag
- 20. September

### Städtepartnerschaften
- Spanien: Xinzo de Limia (seit 1984)
- Frankreich: Châlette-sur-Loing im Kanton Châlette-sur-Loing (seit 1988)
- Frankreich: Vandœuvre-lès-Nancy (seit 1989)[11]

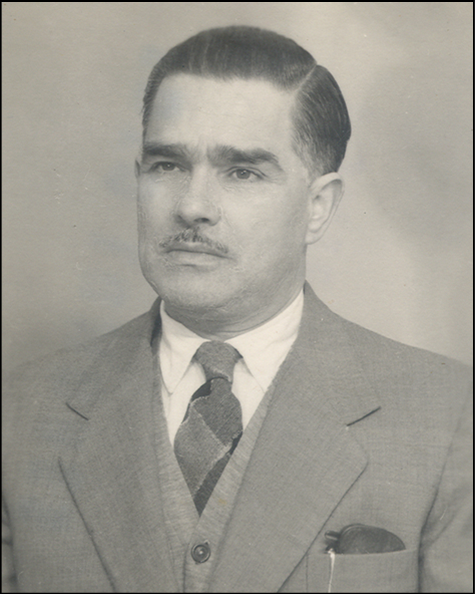
Aníbal Marinho

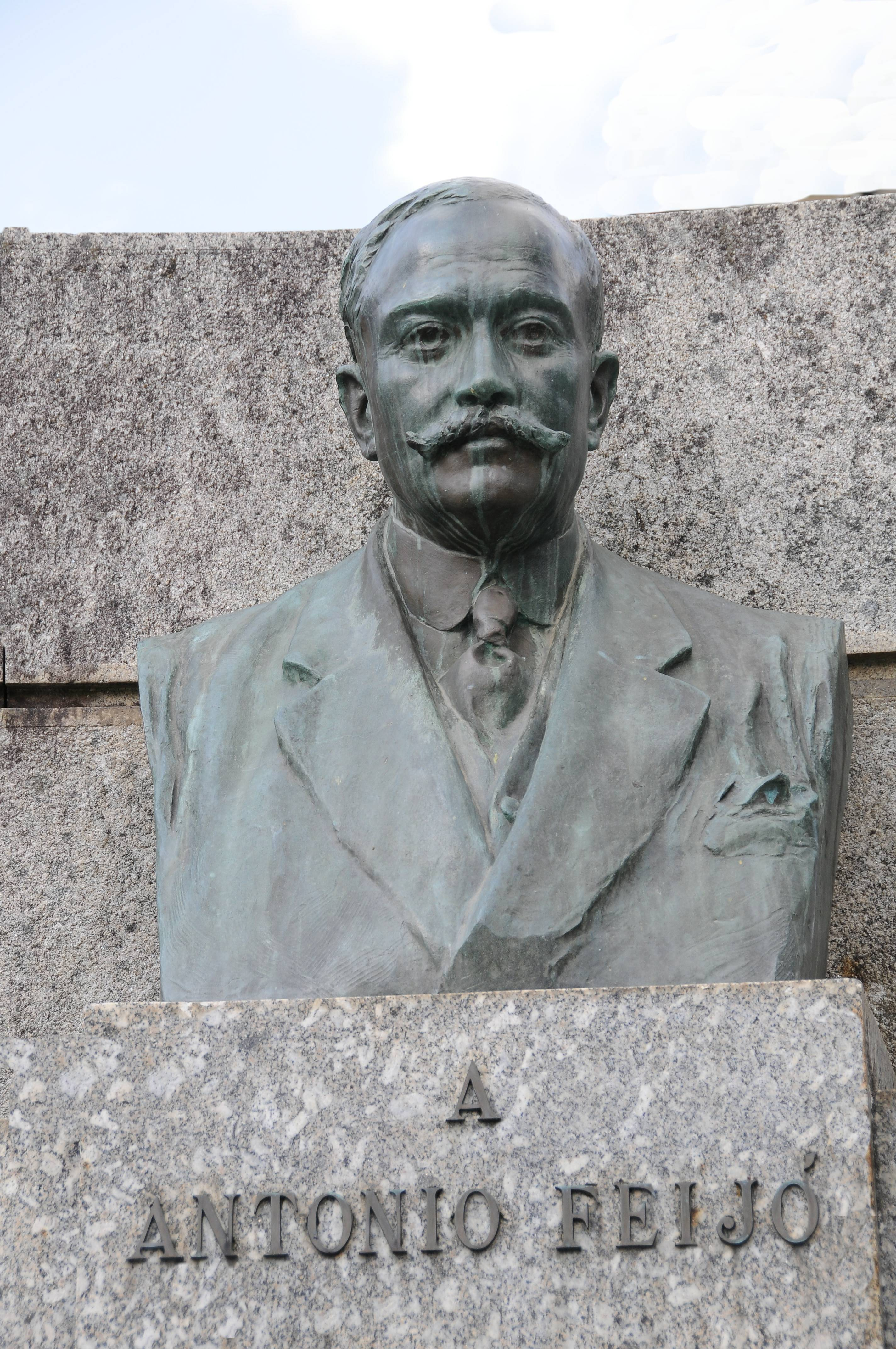
Denkmal des António Feijo

## Söhne und Töchter
- Francisco Pacheco (1565–1625), Geistlicher, Seliger, Missionar, Hochschullehrer und Jesuit
- Antônio Fernandes de Matos (1640–1701), Baumeister, Architekt und Unternehmer in Brasilien
- Cristóvão Pereira de Abreu (1678–1755), bedeutender Akteur der Kolonialentwicklung Brasiliens
- António de Araújo e Azevedo (1754–1817), Wissenschaftler, Diplomat und Politiker, mehrmaliger Minister
- Francisco de São Luiz Saraiva (1766–1845), Patriarch von Lissabon
- Francisco de Melo da Gama de Araújo e Azevedo (1773–1859), Militär und Kolonialverwalter
- José Joaquim Marinho (1789–1858), Chirurg, Militär und Aktivist des Liberalismus
- António Feijó (1859–1917), Diplomat und Schriftsteller
- José Norton de Matos (1867–1955), Militär und Politiker
- Tomás Norton de Matos (1871–1943), Arzt und republikanischer Politiker
- Teófilo Carneiro (1891–1949), Schriftsteller und Politiker
- Aníbal Marinho (1902–1994), Publizist, Autor, Musiker und oppositioneller Politiker
- João Ricardo (* 1949), Musiker
- Fernando Pimenta (* 1989), Kanute, olympischer Silbermedaillengewinner 2012